# Psila luteola
Psila luteola är en tvåvingeart som beskrevs av Collin 1944. Psila luteola ingår i släktet Psila och familjen rotflugor. Inga underarter finns listade i Catalogue of Life.